# Rolf Stenberg
Rolf Erik Stenberg, född 31 maj 1931 i Överkalix församling, Norrbottens län, död 28 november 2016 i Gustav Adolfs distrikt i Sundsvall, Västernorrlands län, var en svensk jurist och polischef.
Efter juris kandidatexamen vid Uppsala universitet och tingsmeritering blev Rolf Stenberg 1963 biträdande landsfiskal i Skellefteå och vid landsstatens omorganisation 1965 distriktsåklagare där. År 1971 utnämndes han till biträdande länspolischef i Norrbottens län för att 1980 bli polismästare i Sundsvall.  Från 1989 fungerade han som särskild utredare till landshövdingen i Västernorrlands län. 1994 utgav Stenberg memoarboken Polismästarens bravader, där han beskriver sin ämbetsbana och den förändring som rättsväsendet genomgick under hans tid.  I ett avsnitt lägger han fram synpunkter på det så kallade Johan-fallet från 1980.
Han var son till landsfiskalen Otto Stenberg i Överkalix och folkskolläraren Ingeborg Stenberg, född Bergman, samt var 1957–1979 gift med sjuksköterskan Märta Pontén, som var dotter till prosten Ernst Pontén.